# Kapunerhütte
Die Kapunerhütte ist eine Selbstversorgerhütte der Sektion Graz des Österreichischen Alpenvereins (ÖAV).

## Lage
Die Kapunerhütte liegt auf 1003 m ü. A. am Poßruck, unterhalb des Klementkogels (1052 m ü. A.) unweit der Grenze zu Slowenien (der in der Quelle erwähnte Kapunerkogel mit 983 m ü. A. liegt östlich davon). Sie wurde von 1963 bis 1965 von der Ortsgruppe Eibiswald der Sektion Graz des ÖAV in Steinbauweise errichtet und am 20. Juni 1965 eröffnet. 2355 Arbeitsstunden waren verzeichnet worden, die Grundfläche gehörte zum Bauernhof vlg. Stindlweber. Als Selbstversorgerhütte hat die Kapunerhütte keine Bewirtschaftung, sie kann jedoch als offene Unterstandshütte betreten werden.

## Zustiege
Erreichbar ist die Kapunerhütte u. a. von Westen über den Radlpass in ca. einer Stunde und 15 Minuten Gehzeit. Von Eibiswald beträgt die Gehzeit zwei Stunden. 
Die Hütte liegt entlang des Südalpen-Weitwanderwegs 03 von Bad Radkersburg nach Sillian.

## Karten
- Alpenvereinskarte Bl. 206